# Hafen Anchorage
Der Hafen Anchorage (englisch Port of Anchorage)  ist ein Seehafen in  Anchorage, Alaska, Vereinigte Staaten. Er wird als Güter- und Personenhafen genutzt. Der eisfreie Tiefwasserhafen wurde 1915 eröffnet. Es ist der Nachfolgehafen für Port of Seward, der bei einem Erdbeben zerstört wurde.

## Lage
Der Hafen befindet sich am Knick Arm im Cook Inlet (Ship Creek) am Golf von Alaska, der Teil des Pazifischen Ozeans ist, und befindet sich im Westteil der Stadt Anchorage.

## Eigentümer und Betreiber
Eigentümer ist die Stadtverwaltung  Anchorage (Municipality of Anchorage). Die Stadt tritt mit dem „Port of Anchorage“ als Öffentliches Unternehmen auf. Die Aufsicht hat die Anchorage Port Commission.

## Bedeutung

### Wirtschaftliche Bedeutung
Besondere Bedeutung hat der Hafen wegen seines Umschlages von Erdöl. Zudem ist er ein wichtiger Kreuzfahrthafen. Nahezu 90 % aller Güter für Alaska werden über diesen Hafen umgeschlagen.

### Militärische Bedeutung
Seit 2006 ist der Hafen einer der 16 wichtigsten strategischen Seehäfen von militärischer Bedeutung für die Vereinigten Staaten (Department of Defense Nationally Strategic Seaport), unter anderem wegen der Ölversorgung des Joint Base Elmendorf-Richards.